# Anachoret

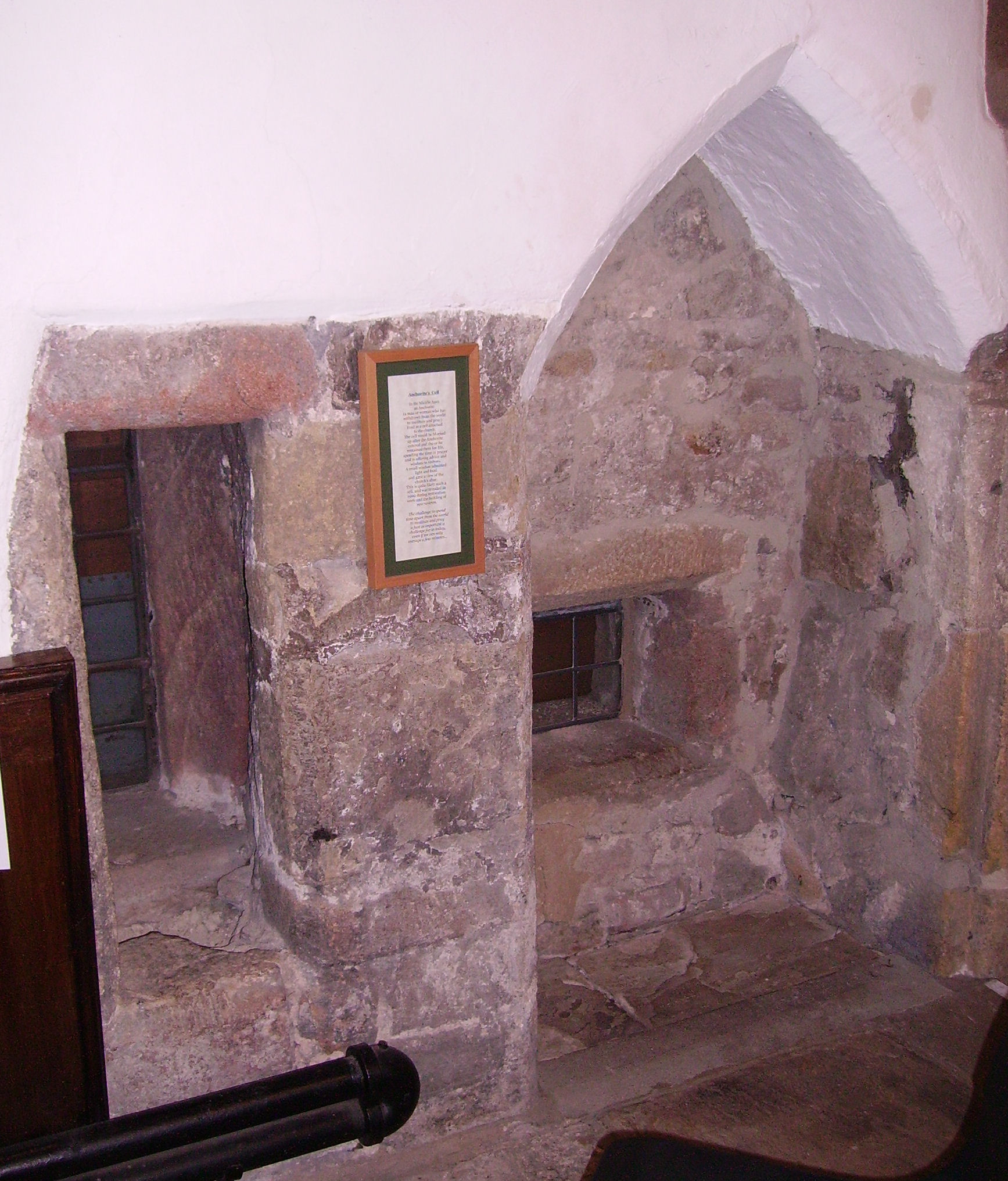
Anachoretenzelle in Skipton

Ein Anachoret (zu altgriechisch ἀναχωρεῖν anachōreín „sich zurückziehen, ins Land [außerhalb der befestigten Stadt] ausziehen“) war im altgriechischen Sprachgebrauch ein Mensch, der sich aus persönlichen Gründen aus der Gemeinschaft zurückzog. Bereits im hellenistisch-römischen Ägypten wurden in vorchristlicher Zeit Einsiedler, die in die Wüste oder unzugängliche Sumpfgebiete im Nildelta flüchteten, um sich z. B. der Besteuerung oder der Wehrpflicht zu entziehen,  Anachoreten genannt. Später ging der Begriff auf die frühchristlichen Mönche über. Die Zuordnung eines Mönchs zum Anachoretentum bedeutet also erst einmal nur dessen Rückzug aus der Gesellschaft. Er konnte entweder in klösterlicher Gemeinschaft mit anderen Anachoreten leben oder als Eremit ein abgeschiedenes Dasein führen. Als Lawra wurde eine anachoretische Siedlungsform bezeichnet, die sich wohl in Palästina herausbildete. In ihrem Mittelpunkt befand sich eine Kirche. Darum gruppierten sich Bauten zur gemeinschaftlichen Nutzung, um die sich wiederum die einzelnen Anachoretenzellen gruppierten.
Als frühester Vertreter der christlichen Anachoreten gilt der heilige Antonius der Große (auch Antonius der Einsiedler) (251?–356). In seinem Umfeld bildeten sich erste Anachoretengemeinschaften, lose Zusammenschlüsse von mehr oder weniger getrennt lebenden Eremiten als Übergang zum Koinobitentum.
Eine extreme Form der Anachoreten waren ab dem 5. Jahrhundert die Säulenheiligen, deren berühmtester, der heilige Symeon, in Syrien eine große Zahl von Nachahmern dazu bewog, ihr Leben auf einer hohen Säule zuzubringen. Dendriten zogen sich stattdessen auf einen Baum zurück. Den vollständigen Rückzug von der Umwelt praktizierten jene Anachoreten, die sich in Zellen einmauern ließen und nur durch eine kleine Öffnung Nahrung gereicht bekamen. Ein solcher archäologisch belegter Ort ist Sayala in Nubien; für die wenigen Fälle in Ägypten liegen keine Grabungsbefunde, aber zeitgenössische Quellen vor.
Auch aus dem mittelalterlichen England sind an Kirchen angebaute Klosterzellen bekannt, deren Eingangstür zugemauert war. Die als Inklusen bezeichneten Anachoreten konnten durch ein kleines, sich zum Altar der Kirche hin öffnendes Fenster die Heilige Messe hören und die Kommunion empfangen, während sie durch eine zur Straße hin gelegene Öffnung mit dem Lebensnotwendigen versorgt werden konnten. Im spätmittelalterlichen Westeuropa waren diese Anachoreten in der Mehrzahl Frauen. A. K. Warren (1985) schätzt das Geschlechterverhältnis auf fünf zu eins.